# Compton Castle
Compton Castle er en befæstet herregård i landsbyen Compton (tidligere Compton Pole) omkring 8 km vest for Torquay i Marldon Sogn i Devon, England. Den var hjem for skiftende familier som Compton, de la Pole, Doddiscombe, Gilbert og Templer. Fæstningen har været hjem for Gilbert-familien stort set siden den blev opført. Det er en listed building af første grad og har været en National Trust-ejendom siden 1951.
Den blev brugt under indspilningerne af Sense and Sensibility i 1995.